# Януш Гнятковський
Януш Ґнятковський (пол. Janusz Gniatkowski, 6 червня 1928, Львів — 24 липня 2011, с. Порай, Мишковський повіт Сілезьке воєводство, Польща) — польський естрадний співак. Пік слави припав на 1950—1960-ті роки.

## Життєпис
Януш Ґнятковський народився 6 червня 1928 року у Львові. Дитинство минуло у Стрию, Станиславові (нині Івано-Франківськ) та Старому Мізуні. У дитинстві співав у церковному хорі. Після другої світової війни, у 1946 році, його родина була депортована до Польщі, де оселилася в Катовицях.
Його талантом зацікавився польський піаніст, диригент та композитор Вальдемар Казанецький. Перші свої записи Ґнятковський зробив у 1954 році спільно з групою Єжи Гаральда з Катовиць. За рік, з Наташею Зильською (Зиґельман) та Яном Данеком, вирушив на спільні гастролі, протягом яких відвідав СРСР, Східну Німеччину, Чехословаччину, Монголію, Західну Німеччину, Францію та Австрію. Пізніше він часто гастролював у США, Канаді та Австралії, а також виступав спільно з оркестрами Яна Цаймера та Зигмунта Вічара.
У 1950-х роках збирав на концертах десятки тисяч фанів. Був найбільшим ідолом свого часу. Його порівнювали з Бінгом Кросбі та Френком Сінатрою, називали «Валентіно польської пісні». Ґнятковський зробив популярними багато іноземних шлягерів, які виконував польською мовою. Така надзвичайна популярність була невигідна тодішній владі і тому в першій половині 1960-х років був усунутий з медіа, приречений на забуття.
Та все ж до 1991 року інтенсивно гастролював, маючи багато концертів як у Польщі, так і за кордоном. Видав кілька платівок, зокрема й у США 1973 року. У 2004 році в Ченстоховській філармонії Ґнятковський відсвяткував 50-літній ювілей своєї мистецької діяльності. Концерт записали, його транслювало TVP. 15—16 вересня 2007 року відбувся перший фестиваль пісень Януша Ґнятковського, в якому брав участь сам співак. У червні 2008 року, з нагоди 80-літнього ювілею Януша Ґнятковського, відбувся святковий концерт, на якому також співав ювіляр. 13—14 вересня 2008 року відбувся 2-й фестиваль пісні імені Януша Ґнятковського, також за його участю.
2 лютого 1991 року Гнятковський потрапив у серйозну аварію в Ченстохові: на пішохідному переході його збив легковий автомобіль, він отримав пошкодження хребта та забій кісток черепа. Оперований був у відділенні травматичної хірургії лікарні імені Ридиґера в Ченстохові.
Похорон відбувся 28 липня 2011 року на цвинтарі Куле в Ченстохові.

## Нагороди
У 1979 році отримав Хрест Заслуги. У 1999 році за видатні досягнення у творчості був нагороджений Лицарським Хрестом ордена Відродження Польщі.

## Приватне життя
Перший шлюб у 1949 році з фігуристкою Стефанією Калус, другий шлюб 1966 року з польською співачкою Кристиною Мацеєвською.

## Творчість
Януш Ґнятковський до кінця життя вважав Львів рідним містом. Все життя тужив за краєм дитинства. На гастролях у колишньому СРСР, як зірка польської естради, виступав багато разів в Україні, зокрема, й у Львові. Тоді з приємністю переходив з польської на українську, що викликало негативну реакцію радянської влади. З великої любові до України у 1988 року Януш Ґнятковський та його дружина, польська співачка Кристина Мачєєвська записали альбом «Слов'яни» (пол. «Slowianie»), у якому звучать українською та польською мовами хіти української естради: «Черемшина», «Край», «Стожари», «Водограй» тощо, який видали лише 2015 року.

### Вибрані записи
- Спокійної ночі, Пісня кохання (1954);
- Apassionata (3 грудня 1955 — перший запис та виконання на радіо, 1956 — запис на вінілі, 1978);
- Дві пачки папіросів (1955);
- Bella, Bella Donna, Vaya con Dios (дуети з Янеком Данеком, 1956);
- Індонезія (1956);
- Пісенька кубинська (відома також як Куба, острів, як гарячий вулкан) (1956);
- Arrivederci Roma (1956, 1957);
- Синя квітка (1956, 1957; музика Ромео і Перфетті, слова З. Кашкур та З. Заперт);
- Болеро, Вроцлавські зірки (1957);
- Зимова пісенька (1957; музика В. Казанецький, слова В. Єжевський).
- Мужчина та жінка (дует з Наташею Зиґельман, 1957; музика Я. Глеасон, слова Т. Слів'як);
- Mexicana;
- Volare (1958);
- Міст на річечці Квай, Жельсоміна, Неправильні погляди, Через кілька років (1959);
- Samba (музика Арт Салліван, слова А. Яковська);
- Це лише ти (дует з Наташею Зиґельман; музика Х. Гіц, слова Я. Свянч);
- Тільки серце не може заснути;

### Дискографія (вибірково)
EP (міні-альбоми)
- Януш Гнятковський / Регіна Бельська. — Split, Polskie Nagrania Muza № 0071;
- Януш Гнятковський / Ян Данек. — Polskie Nagrania Muza № 0021;
- Наташа Зільська (Зиґельман) і Януш Гнятковський та Наташа Зільська (Зиґельман) і Ян Данек / Наташа Зільська (Зиґельман). — Polskie Nagrania Muza № 0037;
- Януш Гнятковський / Лідія Чарська. — Polskie Nagrania Pronit № 0063;
- Януш Гнятковський і ансамбль під управлінням Е. Германа. — Polskie Nagrania Muza EN 017.

## Вшанування пам'яті
Ім'ям Януша Гнятковського називаний Комунальний культурний центр в селі Порай. Саме у цьому культурному центрі, починаючи з часу смерті мистця, проходить фестиваль пісень Януша Гнятковського, автором ідеї, сценаристом, режисером, продюсером та художнім керівником, а нині й арт-консультантом є його дружина — Кристина Мацеєвська.
6 квітня 2019 року комерційний телевізійний канал Polsat транслював сьому частину одинадцятого випуску програми «Ваше обличчя звучить знайомо» (пол. Twoja twarz brzmi znajomo), де роль митця грав Казимир Мазур, котрий виконав «Кубинську пісеньку».
У травні 2019 року у Ченстохові на честь Януша Ґнятковського названий сквер, розташований при алеї Армії Крайової.
28 червня 2019 року у Львівській національній філармонії відбувся Міжнародний фестиваль пісень Януша Гнятковського «Apassionata». Учасниками фестивалю стали гості із Польщі — Кристина Мацеєвська-Гнятковська, Інґа Кухарська, Маґдалена Лонгевська, Амелія Цєрпяль, а також українські виконавці — Орест Цимбала, Ірина Доля, Назар Савко, Дарина Бурнос, Ігор Шкурпіта, Наталія Кухар, Дмитро Хвостенко.